# Päiväsalmi (vid Saloluoto, Nådendal)
Päiväsalmi är ett sund i Finland. Det ligger i landskapet Egentliga Finland, i den sydvästra delen av landet, 170 km väster om huvudstaden Helsingfors.
Päiväsalmi ligger mellan Ampuminmaa i norr och Saloluoto i söder. Sundet ansluter till Ruotsalaistenaukko i väster och Niulalahti. Päiväsalmi löper parallellt med Pohjasalmi på andra sidan Ampuminmaa.